# Ivan Klimak
Sveti Ivan Klimak (Ljestvičar, grč.: Ἰωάννης τῆς Κλίμακος; Sirija, oko 579., - brdo Sinaj, ožujak 649.) – kršćanski redovnik i svetac. Slavi se 30. ožujka. 

## Životopis
O njemu je sačuvano jako malo podataka iako je zbog svojih dvaju djela veoma popularan istočni asket. Živio je u 6. i 7. st. u samostanu na podnožju Sinaja. U taj je samostan stupi a 16 godina. Djelo Ljestve (Klimax) prema raju odigralo je značajnu ulogu u formiranju istočnih redovnika. Podijeljeno je u 30 stuba, Jakovljevih ljestava po kojima se uzdiže od zemlje prema nebu. U prvom dijelu raspravlja o ljudskim manama i požudama, a u drugom o vrlinama. 